# Smedenpoort

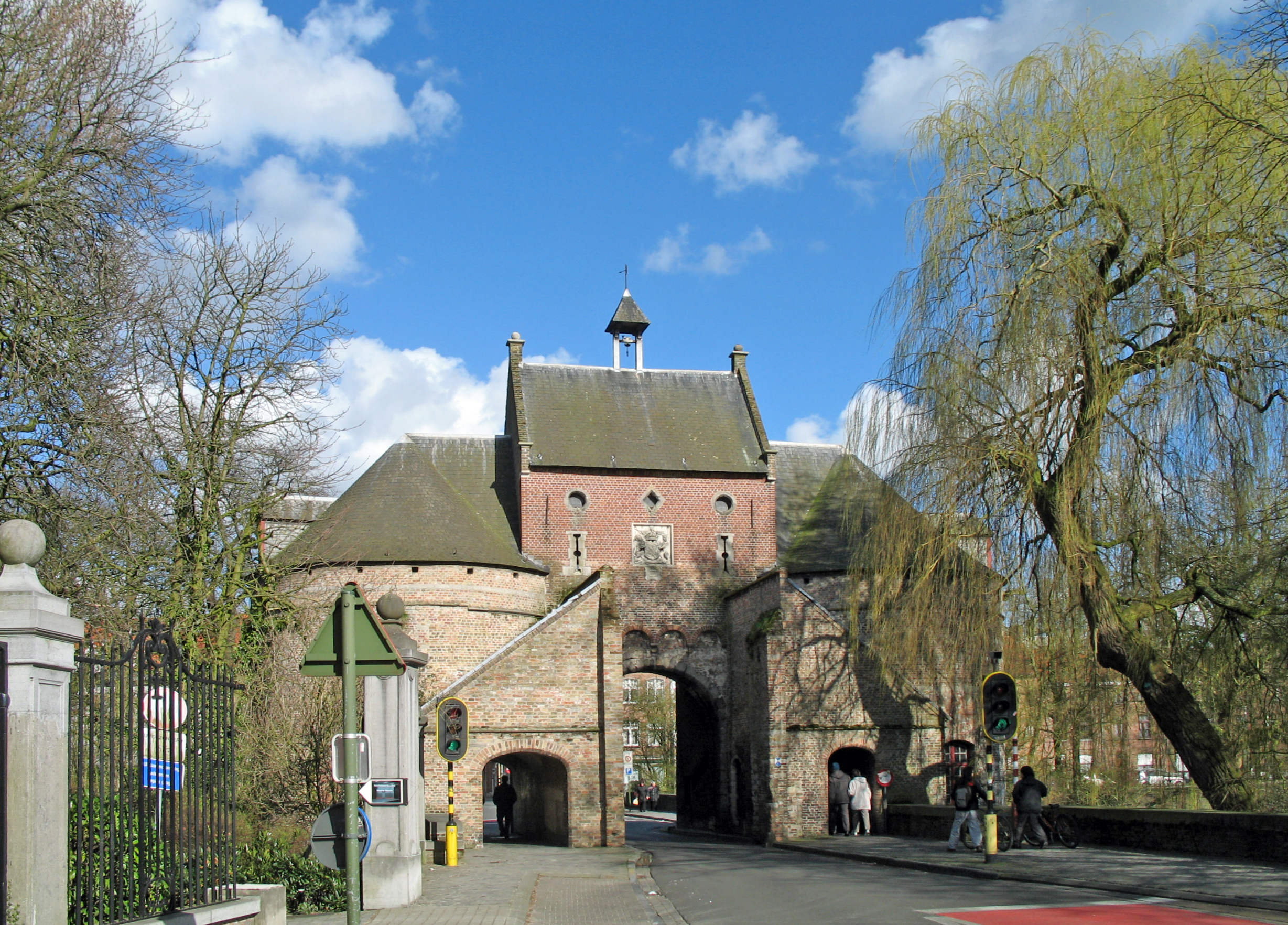
De Smedenpoort, buitenzijde

De Smedenpoort is een van de vier overgebleven stadspoorten van Brugge. De eerste poort dateert van 1297-1299, maar werd in 1367-1368 herbouwd door de meester-metselaars Jan Slabbaert en Mathias Saghen. Later werd ze nog enkele keren verbouwd. Kenmerkend aan deze poort is dat ze, net als de Ezelpoort, volledig omringd is door water.
In 2012 werd aan beide zijden van de poort een voetgangersbrug aangelegd. Dankzij deze ingreep werd het mogelijk voor voetgangers om rond de poort te lopen, en voor fietsers om de kleine poortdoorgangen te gebruiken, waardoor zij gescheiden bleven van het autoverkeer.
Aan de Smedenpoort hangt een bronzen schedel ter nagedachtenis van een gebeurtenis uit 1691. In dat jaar bracht de Brugse zeeman Jacob Wyndekens een samenzwering aan het licht. Een zekere François van der Straeten, een Eeklonaar, had afgesproken met een kleine groep Franse soldaten om hen 's nachts de stad via de Smedenpoort binnen te smokkelen. Zij zouden zich verbergen in barakken die zich nabij het Waterhuis bevonden. In alle vroegte zouden zij dan de poortwachters overmeesteren, de poort openen en vrij spel geven aan een groot Frans leger dat zich in hinderlaag in het Tillegembos bevond. Diezelfde dag nog, de 26e juni van het jaar 1691, werd de verrader François van der Straeten opgehangen, daarna zijn hoofd afgehakt en dat hoofd werd op een ijzeren pin op de Smedenpoort gezet. Ondertussen werd de schedel vervangen door een bronzen exemplaar.

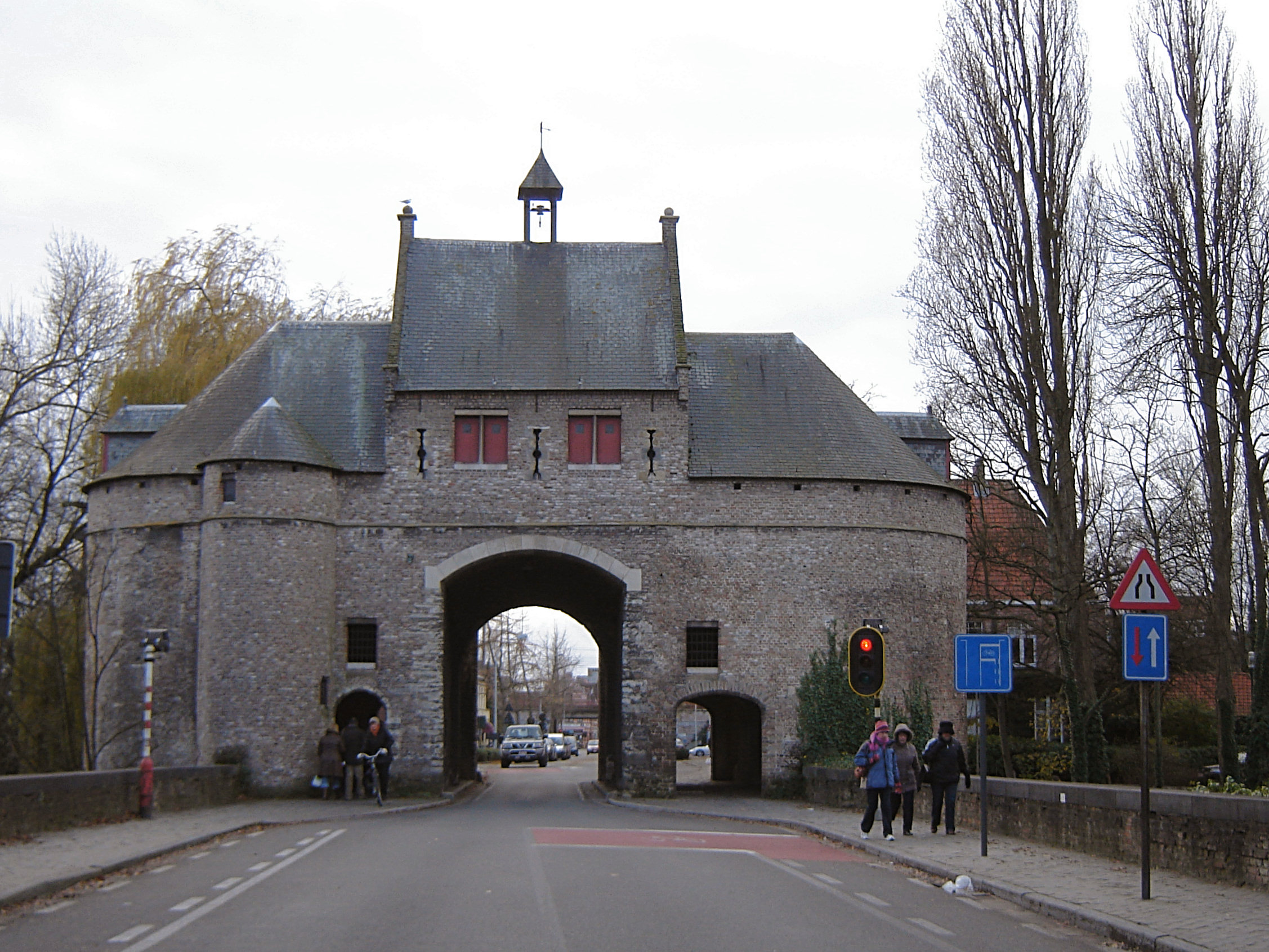
De Smedenpoort, kant binnenstad
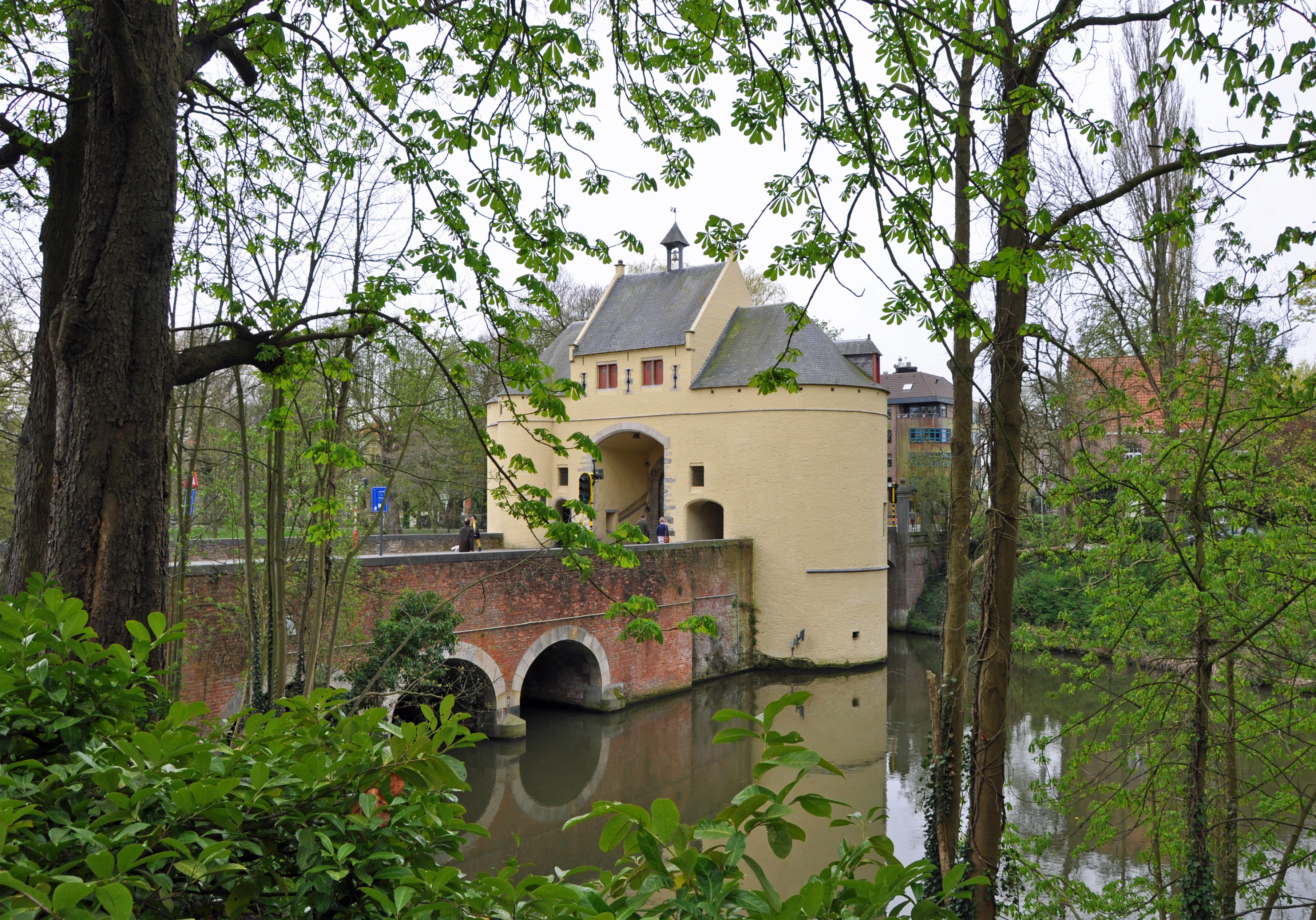
De smedenpoort na de restauratie in 2009
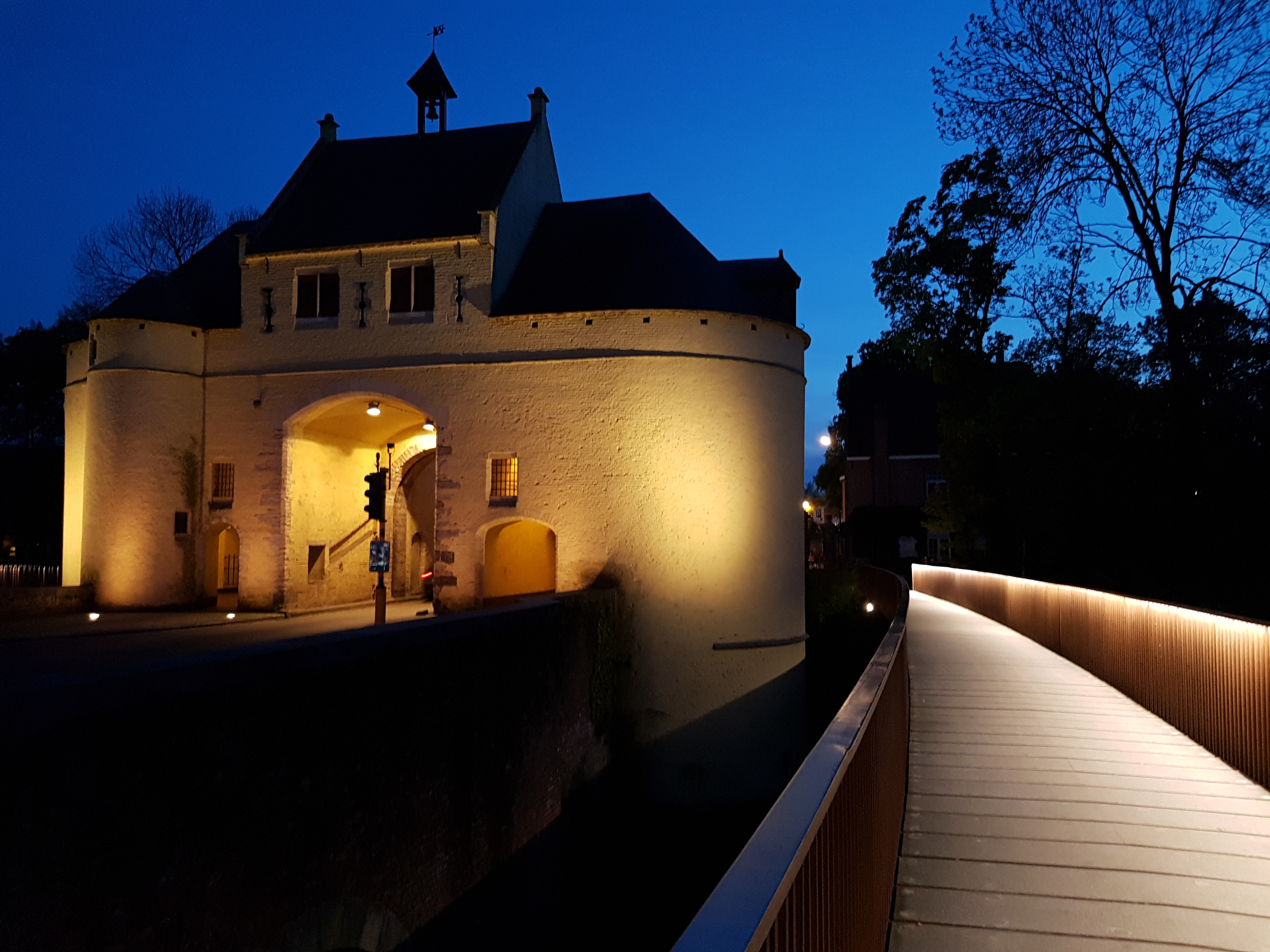
Een van de voetgangersbruggen naast de Smedenpoort
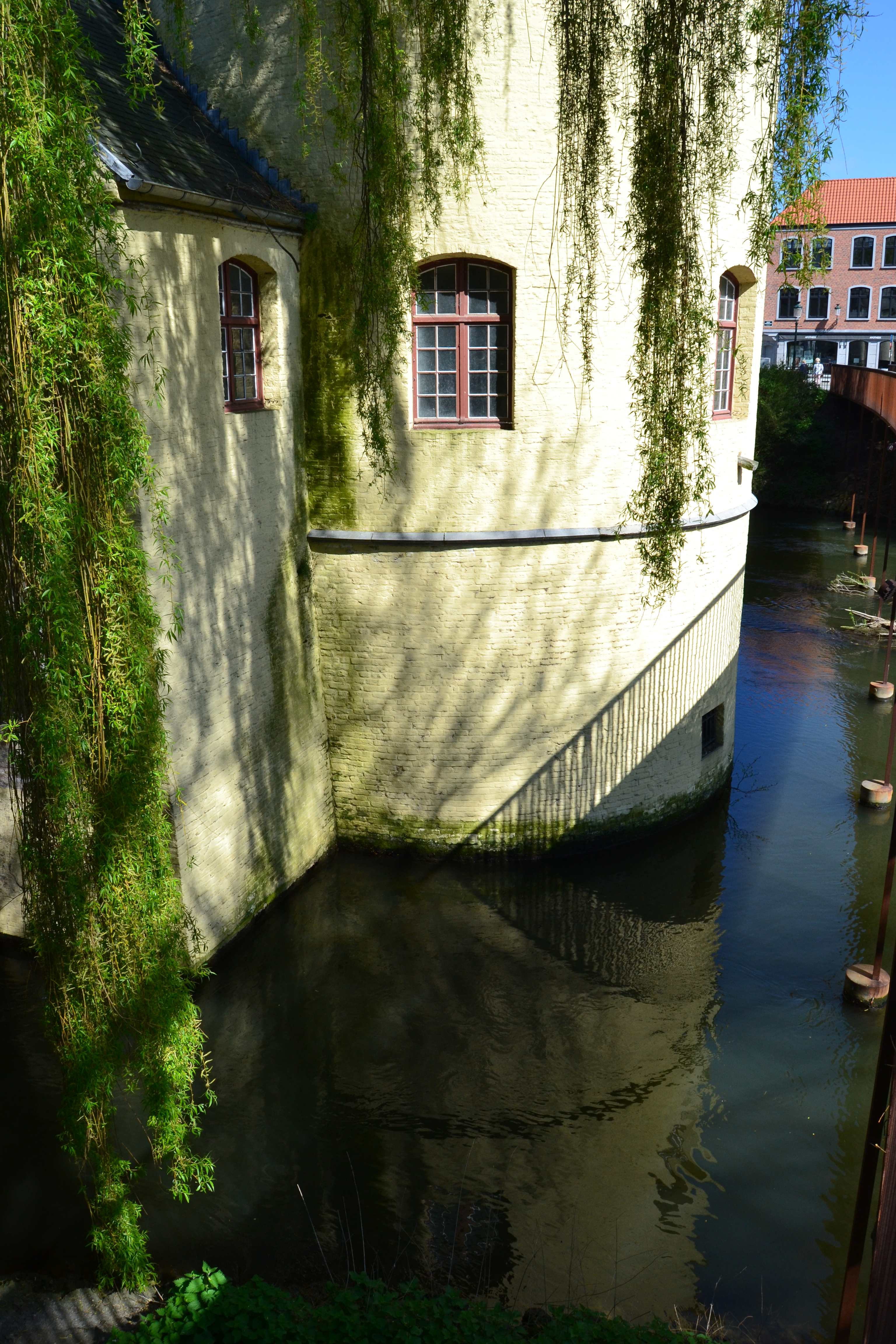
Detail van de Smedenpoort met naastliggende voetgangersbrug
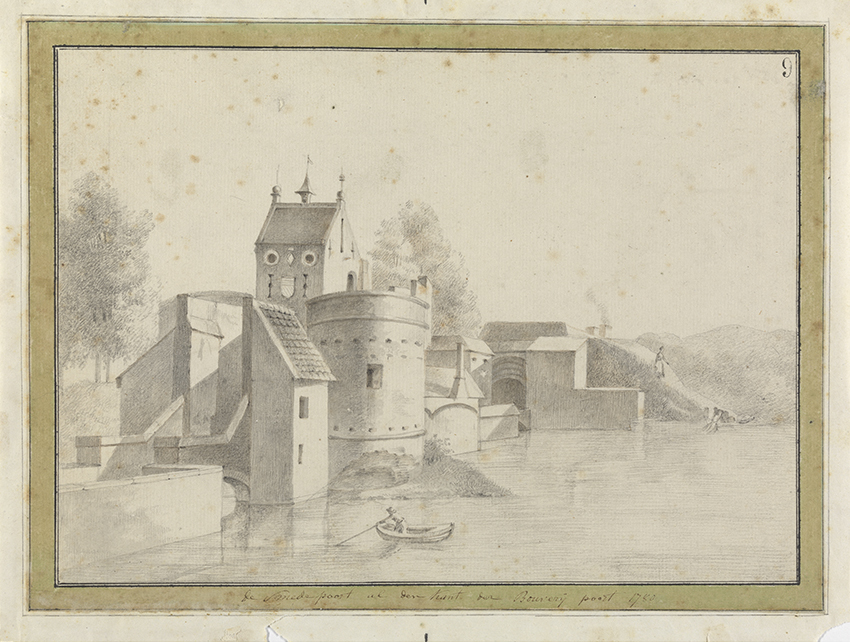
De Smedenpoort circa 1780, tekening door  Jean Charles Verbrugge (Groeningemuseum).